# A kiválasztott – Az amerikai látnok
A kiválasztott – Az amerikai látnok (eredeti cím: Early Edition) amerikai misztikus tv-sorozat, amit az amerikai CBS csatorna gyártott és kezdett vetíteni 1996. szeptember 28-án. Magyarországon a TV2 mutatta be 2002. április 9-én, 2005-ben pedig az AXN is műsorra tűzte.
A történet középpontjában Gary Hobson áll, egy fiatalember, aki reggelente az előző napi hírek helyett  az aktuális nap eseményeiről olvashat az újságban, azok megtörténte előtt. Az események végzetszerűen bekövetkeznek, de gyakran választania kell közöttük, mert emberéletek múlnak rajta. Gary szeretne megszabadulni ettől a felelősségtől, de lelkiismerete nem engedi, hogy ne próbáljon megakadályozni tragédiákat. Nincs könnyű dolga, mivel az emberek vagy bolondnak nézik, vagy betörőnek, vagy, ha a rendőrséghez fordul, azok le akarják tartóztatni, hiszen a még meg nem történt bűncselekményekről csak a benne résztvevő bűnözők szoktak tudni. Ha újságíróhoz fordul, az azt hiszi, hogy a cikkei miatt egy bérgyilkost küldtek a nyakára.
Az újságnak megvan az az érdekes tulajdonsága, hogy ha valaki (ez többnyire Gary) beavatkozik az események menetébe, akkor a címlap megváltozik és más, hétköznapibb hír jelenik meg rajta.
Az újságot nem hozza senki. A vörös szőrű macska a nyávogásával jelzi, hogy az újság megérkezett, illetve hogy Garynek ezzel valami teendője van.
Gary eleinte a historikus megjelenésű, elegáns Blackstone szállodában lakik (később a lakása leég, ezért kiköltözik). Az újság más helyszínen is megjelenik, például amikor Gary egy napra egy vidéki házba költözik, akkor is ott találja az ajtaja előtt a macskával együtt.
Garynek nincs fegyvere, és kezdetben kocsija sincs. A veszélyesebb helyekre is többnyire futva, minden segédeszköz nélkül érkezik, csak az újság van nála, amit gyakran megnéz.
Gary reggel nehezen ébred. Rádiós órája van, ami 6:30-kor bekapcsol, ezt Gary a hírek első mondata után kikapcsolja. Rejtély, hogy miért kell ekkor kelnie, mivel nincs munkahelye, ahova időre be kellene mennie, és nem szereti a korai felkelést. A macska és az újság az ébresztés idején jelenik meg, majd a macska beszalad a lakásba, ahol Gary tejet ad neki.
Gary ügyel rá, hogy a közelében élők ne olvassák el az újságját, és lehetőleg ne is tudjanak a különlegességéről. Gary a fiatalkorát egy Hickory nevű kisvárosban töltötte (ami Illinois államban van, lakossága: 8325 fő), a szülei most is ott élnek.

## Szereplők
- Gary Hobson (Kyle Chandler) – Gary nem igazán szerencsés fickó, hiszen mikor hazaérkezik a munkából a születésnapján, otthon a felesége kihajítja a holmiját az ablakon, minden különösebb ok nélkül. 3-4 évig éltek együtt. Gary nem tudja túltenni magát a váláson, és a volt feleség is időnként felkeresi, hogy beszéljen vele.  Gary beköltözik egy olcsó hotelbe, kilép a munkahelyéről, és másnap reggeltől a Chicago Sun Times-t és egy vörös szőrű macskát talál az ajtaja előtt, holott nem is előfizetője az újságnak. Garynek rá kell döbbennie, hogy az újságban leírtak valósággá válnak, és rájön, hogy a másnapi újságot kapja meg. Gary ritkán használja az újságot a saját hasznára, csak akkor, ha nagyon szorult helyzetbe kerül. Többször megkérdezik tőle, hogy van-e „hős-komplexusa”,[3] ő azonban igazi antihős: a potenciális áldozatot nem tudja meggyőzni róla, hogy baj fog történni. Eléggé tesze-tosza ember, nehézkesen mozdul meg, konfliktushelyzetben hebeg-habog, vagy nem tud kinyögni egy értelmes szót sem. Nincs autója, és fegyvere sincs, pedig sokszor kerül olyan helyzetbe, amikor fegyveresek állnak vele szemben.

Magyar hangjai: Nagy Ervin (1. évad) és Csík Csaba Krisztián (2.-3. évad)
- Marissa Clark (Shanésia Davis-Williams) – 16 hónapos kora óta vak. Ugyanott dolgozott, mint Gary, de később kilépett. Ő Gary jó szelleme és védőangyala, mindig segít Garynek. Az első részben vakvezetőkutyát kell szereznie, és Gary odaadja neki az újság miatt lóversenyen nyert 15.000 dollárt. Így Marissa megvesz egy német juhász kutyát, Spike-ot, aki a műsor végéig vele maradt.

Magyar hangja: Németh Borbála (mindkét szinkronban)
- Chuck Fishman (Fisher Stevens) – Gary barátja, hajdani bróker. Gary rossz szelleme, aki mindig azon gondolkodik, miképp szerezzen pénzt az újsággal. Ha ahhoz nem jut hozzá, akkor kis összegű fogadásokat köt másokkal. A humoros szálat képviseli a történetben.

Magyar hangjai: Fekete Ernő (1. évad) és Seszták Szabolcs (2. évad). A 3. évadban csak a 7. epizódban szerepel.
- Erica Paget (Kristy Swanson) – A McGintyben dolgozik, mint üzletvezető. A nyolcéves Henry anyja, elvált férjétől, Michaeltől, aki szerencsejáték-függő.

- Patrick Quinn (Billie Worley) – Csapos a McGintyben, Crumb után alkalmazzák.

- Marion Zeke Crumb (Ron Dean) – Rendőrségi nyomozó. Úgy gondolja, hogy Gary furcsa, de jó srác.

- Henry Paget (Myles Jeffrey) – Erica Paget nyolcéves fia, aki szeret Garyvel kószálni. Gary beavatja az újság titkába.

## Epizódok
| Évad | Évad | Epizódok | Évadpremier          | Évadfinálé      |
| ---- | ---- | -------- | -------------------- | --------------- |
|      | 1    | 23       | 1996. szeptember 18. | 1997. május 10. |
|      | 2    | 22       | 1997. szeptember 17. | 1998. május 23. |
|      | 3    | 23       | 1998. szeptember 26. | 1999. május 15. |
|      | 4    | 22       | 1999. szeptember 25. | 2000. május 27. |

## Más országokban
| Ország                  | Név                                | Csatorna                      |
| ----------------------- | ---------------------------------- | ----------------------------- |
| Argentína               | Early Edition                      | Sony Entertainment Television |
| Belgium                 | Demain à la une                    | LA Une                        |
| Brazília                | Edição de Amanhã                   | Rede Record                   |
| Bulgária                | Утрешен вестник (Utreshen Vestnik) | NTV                           |
| Kanada                  | Early Edition                      | Global Television Network     |
| Kanada (Québec)         | Le fou du Dinsdale                 |                               |
| Kína (Kontinentális)    | 明日新闻                           | CCTV – 8                      |
| Kolumbia                | El diario del destino              | Cacarol TV                    |
| Csehország              | Předčasné vydání                   | TV Nova vagy Prima            |
| Dánia                   | Mig og Fremtiden                   | TV3, TV3 +                    |
| Észtország              | Homsed uudised                     | TV3                           |
| Finnország              | Aikavaras                          | Nelonen                       |
| Franciaország           | Demain à la une                    | M6                            |
| Németország             | Allein gegen die Zukunft           | ProSieben                     |
| Görögország             | Τυχερή Έκδοση (Tiheri Ekdosi)      | Mega Chanel                   |
| Hongkong                | Early Edition                      | Hallmark Channel              |
| Irán                    | در برابر آینده                     | Chanel 2                      |
| India                   | Early Edition                      | Hallmark Channel              |
| Izrael                  | מהדורה מוקדמת                      | Chanel 1                      |
| Olaszország             | Ultime dal Cielo                   | Rete 4, Canale 5              |
| Mexikó                  | El diario del Destino              | XHGC-TV                       |
| Norvégia                | Morgenutgaven                      | TV3                           |
| Fülöp-szigetek          | Early Edition                      | Studio 23                     |
| Lengyelország           | Zdarzyło się jutro                 | AXN                           |
| Szingapúr               | Early Edition                      | AXN                           |
| Szlovákia               | Zajtrajšie noviny                  | TV Markíza                    |
| Szlovénia               | Prva izdaja                        | AXN                           |
| Dél-afrikai Köztársaság | Early Edition                      | SABC3                         |
| Spanyolország           | Edición Anterior                   | Sony TV en VEO                |
| Svédország              | Morgondagens hjälte                | TV3, TV3+ vagy TV6            |
| Románia                 | Viitorul Incepe Azi                | AXN                           |
| Oroszország             | Завтра наступит сегодня            | Hallmark Channel              |
| Tajvan                  | 未卜先知                           | Chine Television              |
| Törökország             | Erken Baski                        | Kanal D                       |
| Venezuela               | El diario del destino              | Televen                       |
| Vietnám                 | Bản tin sớm                        | VTV1                          |
| USA                     | Early Edition                      | CBS                           |

## Fordítás
- Ez a szócikk részben vagy egészben  az   Early Edition című angol Wikipédia-szócikk fordításán alapul.  Az eredeti cikk szerkesztőit annak laptörténete sorolja fel. Ez a jelzés csupán a megfogalmazás eredetét és a szerzői jogokat jelzi, nem szolgál a cikkben szereplő információk forrásmegjelöléseként.